# Atherochernes
Genre
Atherochernes est un genre de pseudoscorpions de la famille des Chernetidae.

## Distribution
Les espèces de ce genre se rencontrent au Venezuela et au Mexique.

## Liste des espèces
Selon Pseudoscorpions of the World (version 3.0) :
- Atherochernes venezuelanus Beier, 1954

et décrite depuis :
- Atherochernes breviductus Piedra-Jiménez & Alvarez-Padilla, 2019

## Publication originale
- Beier, 1954 : Eine Pseudoscorpioniden-Ausbeute aus Venezuela. Memorie del Museo Civico di Storia Naturale di Verona, vol. 4, p. 131-142.